# Parafia Ducha Świętego w Winnipeg
Parafia Ducha Świętego w Winnipeg (ang. Holy Ghost Parish) – parafia rzymskokatolicka w Winnipeg, w prowincji Manitoba, Kanada.
Jest ona parafią wieloetniczną w archidiecezji Winnipeg, z mszą w języku polskim dla polskich imigrantów.
Ustanowiona w 2001 roku. Parafia została dedykowana Duchowi Świętemu.

## Historia
W sierpniu 1899 roku, arcybiskup diecezji Saint Boniface Adelard Langevin OMI poświęcił kamień węgielny pod nowy kościół, a 3 czerwca 1900 roku dokonał uroczystego poświęcenia kościoła pod wezwaniem Ducha Świętego w Winnipeg. Był to pierwszy ośrodek duszpasterski dla polskich imigrantów w zachodniej Kanadzie.
W 1984 roku została podjęta decyzja o rozpoczęciu budowy nowego kompleksu parafialnego. W 1986 roku stary kościół i plebania zostały zburzone, robiąc w ten sposób miejsce pod budowę nowego kompleksu.

## Kościół
Architektem nowy kościoła Ducha Świętego był Michael Boreskie. Budowę kompleksu parafialnego rozpoczęto w czerwcu 1986 roku, a zakończono w czerwcu 1987 roku.
Kościół 21 m wysokości. Wewnątrz kościoła jest 900 miejsc siedzących. Główny ołtarz długość 4,5 metra.
Obok ołtarza znajduje się granitowa chrzcielnica. Centralny punkt oraz wnętrze ściany kościoła, zdobią wykonane ręcznie gobeliny, przedstawiające działanie Ducha Świętego w Bożym Planie Zbawienia, w historii Narodu Polskiego, w życiu każdego człowieka i wspólnoty parafialnej Świętego Ducha.
Z drugiej strony, za głównym ołtarzem, znajduje się kaplica, która jest miniaturową repliką starego kościoła Świętego Ducha. Pozostałością starego kościoła są: ławki (które mogą pomieścić 100 osób), żyrandol, pulpit, ołtarze, chrzcielnica, Droga Krzyżowa i 6 witraży.
Pod kościołem znajduje się sala parafialna, wyposażona w nowoczesną kuchnię. Sala może pomieścić około 360 osób.
Na zewnątrz kościoła, po zachodniej stronie, usytuowana jest dzwonnica z trzema oryginalnymi dzwonami ze starego kościoła. Największy dzwon to „Kazimierz” z napisem "Jam głos wiernego ludu parafii Świętego Ducha"

## Cmentarz
- Holy Ghost, Polish cemetery

## Grupy parafialne
- Rycerze Kolumba
- Sodalicja Różańcowa
- Liga Kobiet Katolickich
- Duszpasterstwo Młodzieży
- Chór Świętej Cecylii

## Szkoły
- Holy Ghost School

## Nabożeństwa w j. polskim
- Niedziela – 18:00; 11:00; 12:30 (dzieci); 18:00